# Amedeo Matacena (traghetto)
L'Amedeo Matacena è stato un traghetto bidirezionale appartenuto alla compagnia di navigazione italiana Amadeus, facente capo al politico e armatore Amedeo Matacena.

## Caratteristiche
La nave è stata costruita nel 1985 per la compagnia olandese PSD (Provinciale Stoombootdiensten in Zeeland) dal cantiere "De Merwede" di Hardinxveld, Paesi Bassi; progettata specificamente per servizi locali, presentava due estremità simmetriche per poter operare con più facilità su rotte brevi. La capacità complessiva era pari a 1.000 passeggeri e 234 automobili al seguito.
La propulsione era affidata a sei motori Stork-Werkspoor diesel a 6 cilindri, eroganti ciascuno 1.530 kW per un totale di 9178 kW, collegati a due propulsori azimutali assistiti da una coppia di bow thruster posizionati ad entrambe le estremità. La velocità massima era pari a circa15 nodi.

## Servizio
Consegnata il 3 gennaio 1986 con il nome di Prinses Juliana alla PSD, compagnia regionale della Zelanda per i collegamenti marittimi locali, la nave venne messa in servizio sulla tratta Flessinga-Breskens dove rimase fino al 1997, per poi passare alla rotta Kruinigen-Perkpolder fino al 14 marzo 2003, quando tutti i collegamenti operati da PSD vennero soppressi per via dell'apertura del tunnel della Schelda Occidentale. La rotta tra Flessinga e Breskens, tuttavia, venne successivamente riattivata come collegamento ciclopedonale operato da una compagnia privata, la quale affittò la Prinses Juliana fino al 2004.
Dopo essere stata sostituita su questo collegamento da due unità di tipo SWATH, la nave venne venduta in Italia insieme alle compagne di flotta Prins Johan Friso e Koningin Beatrix (rinominate rispettivamente Acciarello e Tremestieri), andate entrambe alla compagnia Caronte & Tourist. Prinses Juliana venne acquistata dalla compagnia calabrese Amadeus, facente capo all'omonimo armatore e politico calabrese Amedeo Matacena, e inizialmente impiegata sui collegamenti attraverso lo stretto di Messina.
La nave venne tuttavia posta in disarmo già nel 2006 nel porto di Reggio Calabria e, nel 2017, posta sotto sequestro nell'ambito delle indagini sulle attività illecite del suo armatore, in quel periodo latitante a Dubai.
Dopo cinque anni di sequestro, il traghetto è stato dissequestrato nel mese di agosto 2022 e venduto ad acquirenti esteri nel successivo mese di novembre. Il 16 novembre 2022 la nave ha lasciato definitivamente il porto di Reggio Calabria, giungendo dopo cinque giorni di navigazione presso il cantiere navale Salamis Shipyard in Grecia. Il 21 febbraio 2023 il traghetto, con il nome troncato in  Amedeo, è stato avviato alla demolizione presso i cantieri di demolizione di Aliağa, in Turchia.

## Navi gemelle
Pur con sostanziali differenze, la nave presentava numerose similitudini con le motonavi Acciarello e Tremestieri, le quali possono considerarsi un'evoluzione del progetto dell'Amedeo Matacena.